# Psyren
Psyren (jap. PSYЯEN-サイレン- Sairen) – manga stworzona przez Toshiakiego Iwashiro. Główny bohater, Yoshina Ageha, jest uczniem szkoły średniej, który mieszka samotnie wraz ze starszą siostrą Fubuki. Oferując swoją pomoc w zamian za 10000 jenów natrafia na koleżankę z dzieciństwa, która prosi o ratunek i znika w niewyjaśnionych okolicznościach. Chcąc ją odnaleźć napotyka na Nemesis Q – tajemniczą postać, będącą rzekomo głową tajemniczej społeczności Psyren.
Psyren jest zakończoną serią wydawaną w magazynie Shūkan Shōnen Jump, pierwszy jej rozdział został opublikowany 3 stycznia 2008 roku. W kwietniu 2010 roku wszystkie rozdziały zostały zebrane w 11 tomów, które zaczęły być publikowane przez japoński Shūkan Shōnen Jump.

## Fabuła
Pewnego dnia Ageha Yoshina wychodząc z domu napotyka dzwoniącą publiczną budkę telefoniczną, postanawia odebrać nie wiedząc iż może to odmienić jego życie. Po podniesieniu słuchawki nie usłyszał żadnego głosu, lecz z automatu wysunęła się karta z nadrukowanym napisem "Psyren". Nagle koleżanka z jego klasy Sakurako Amamiya znika bez śladu, Ageha słysząc miejskie legendy opowiadające o tajemniczych zniknięciach postanawia użyć karty z nadzieją iż może dzięki temu uda mu się odnaleźć koleżankę. Po odpowiedzeniu na wiele pytań, automat pyta czy student chce przenieść się do Psyrena. Następnego dnia po odebraniu telefonu zostaje wciągnięty bez ostrzeżenia do świata Psyren, zamieszkanego przez potwory nazywane Tavoo, którzy kiedyś byli ludźmi lecz zmienili się przez działania organizacji WISE. Tajemnicza postać Nemesis Q przypisuje wszystkim przeniesionym ludziom misję, które muszą wypełnić aby powrócić do swojego świata. Poprzez rosną liczbę wrogów bohaterzy szybko rozwijają swoje moce telekinetyczne, pozwalające im przeżyć w świecie pełnym niebezpieczeństw. Ageha szybko odkrywa iż Psyren to tak naprawdę Japonia w przyszłości, postanawia dowiedzieć się co doprowadziło do takiego stanu kraj kwitnącej wiśni.
Gra zostaje nadal kontynuowana przez grupkę, która postanawia trzymać się razem w tym niebezpiecznym świecie do której należą Ageha, Sakurako, Hiryū Asaga, Oboro Mochizuki oraz Kabuto Kirisaki. Zostają przeszkoleni przez byłego zawodnika Psyren - Matsuri Yagumo i dzieci z Domu Dziecka Tenju Roots. Podczas trwania gry ukazuje się Amagai Miroku przywódca organizacji WISE, która przyczyniła się do zniszczenia Japonii. Działania bohaterów powoli zaczynają zmieniać historię świata przez przeżycia Tenju Root na osi czasu Psyren.
Okazuje się, iż Mithra jedna z członków WEIS tak naprawdę od początku kontrolował Amagai Miroku. Twierdzi iż meteoryt o nazwie "Promised Tear" uczynił z niej władcę Ouroborousu, planety jedzącej meteory po czym wzywa meteor na Ziemię. Przed zniszczeniem planety przez meteor kontroler 7 Nemesis Q zabiera wszystkich do ich własnych czasów. Ageha i przyjaciela muszą powstrzymać organizację WEIS za nim wejdą w posiadanie "Promised Tear". Ageha przekazuje Miroku kartę z numerem 7, aby sam mógł się przekonać co tak naprawdę zaszło w przyszłości, po czym wspólnie pokonuję Minthre. Jednak Ageha pada ze zmęczenie na ziemię i zapada w śpiączkę, podczas której Nr.7 kontaktuje się z nim przekazując mu wieści na temat walki, podczas której Psyren, Miroku i Grana oddają swoje życie aby zniszczyć Ouroborous i Mithre. Po przebudzeniu ze śpiączki wyrusza z Sakurako, aby uwolnić kontrolera nr.7 z jego celi.